# We Fall In Love
We Fall In Love è un singolo della band inglese Lamb, seconda traccia del sesto album in studio Backspace Unwind, pubblicato come singolo nel 2014 dalla Strata Records.

## Video musicale
Il videoclip della canzone è stato pubblicato il giorno 11 settembre 2014 sul canale YouTube del gruppo. È stato premiato come Best Chillout/Lounge Track agli International Dance Music Awards 2015.

## Tracce
1. We Fall In Love – 3:28